# Vsevolods Zeļonijs
Vsevolods Zeļonijs, född den 24 februari 1973 i Riga, Lettiska SSR, Sovjetunionen, är en lettisk judoutövare.
Han tog OS-brons i herrarnas lättvikt i samband med de olympiska judotävlingarna 2000 i Sydney.